# BBC Etzella
O Basket-Ball Etzella Ettelbruck é um clube profissional de basquetebol situado na cidade de Ettelbruck, Cantão de Diekirch, Luxemburgo que disputa atualmente a Nationale 1. Fundado em 1934, manda seus jogos no Centre sportif du Deich.

## Temporada por temporada
| Temporada | Nivel | Liga       | Pos. | Resultado  | Copa de Luxemburgo | Competições Europeias | Competições Europeias | Competições Europeias |
| --------- | ----- | ---------- | ---- | ---------- | ------------------ | --------------------- | --------------------- | --------------------- |
| 2011-12   | 1     | National 1 | 4    |            | -                  |                       |                       |                       |
| 2012-13   | 1     | National 1 | 3    |            | -                  |                       |                       |                       |
| 2013–14   | 1     | National 1 | 7    |            | –                  | –                     | –                     | –                     |
| 2014–15   | 1     | National 1 | 3    |            | –                  | –                     | –                     | –                     |
| 2015–16   | 1     | National 1 | 5    |            | –                  | –                     | –                     | –                     |
| 2016-17   | 1     | National 1 | 3    | Semifinais |                    |                       |                       |                       |
| 2017-18   | 1     | National 1 | 1    | Finalista  |                    |                       |                       |                       |
| 2018-19   | 1     | National 1 | 1    | Campeão    |                    |                       |                       |                       |

## Títulos

### Nationale 1
- Campeão (16x): 1955, 1956, 1957, 1961, 1962, 1963, 1964, 1965, 1970, 1972, 1992, 1999, 2003, 2006, 2019, 2025

### Copa de Luxemburgo
- Campeão (23x): 1955, 1956, 1957, 1961, 1962, 1963, 1964, 1965, 1966, 1969, 1972, 1976, 1982, 1991, 1992, 1999, 2002, 2003, 2005, 2006, 2007, 2008, 2011